# Arne Zwaig
Arne Zwaig (* 6. Februar 1947 in Oslo; † 12. April 2022) war ein norwegischer Schachspieler, der zweimal die norwegische Einzelmeisterschaft gewann und Anfang der 1970er-Jahre zu den stärksten Schachspielern Skandinaviens gehörte.

## Leben
Arne Zwaig besuchte die Oslo katedralskole. Er war Vorstandsmitglied der Jugendorganisation der Sosialistisk Folkeparti. Im Jahr 1973 war er im Auftrag des norwegischen Schachbunds Mitbegründer der Schachzeitschrift Patt, die für zehn Ausgaben Bestand hatte. Er arbeitete in der Computerindustrie. Für die norwegische Einzelmeisterschaft im Jahr 2000 erstellte er eine künstlerische Computeranimation über die Unsterbliche Partie für die Performance seiner Tochter, der Tänzerin Johanna Zwaig.
Arne Zwaig starb am 12. April 2022 nach längerer Krankheit.

## Erfolge

### Einzelerfolge
Zweimal konnte er die norwegische Einzelmeisterschaft gewinnen: 1964 in Oslo und 1969 in Hamar. Bei seinem Titel 1964 war er mit 17 Jahren der jüngste Norweger, dem dies seit Start des Wettbewerbs 1918 gelang; erst Simen Agdestein war bei seinem Titel 1982 jünger. Die offene norwegische Einzelmeisterschaft gewann Arne Zwaig 1971, die norwegische Meisterschaften im Schnellschach 1973 und 1974.

### Nationalmannschaft
Schon als 15-Jähriger spielte er für die norwegische Nationalmannschaft bei der Schacholympiade 1962 in Warna und hatte dort ein positives Ergebnis von 7 Punkten aus 13 Partien am ersten Reservebrett, wobei ihm eine Remispartie gegen Paul Keres gelang. Bei den Schacholympiaden 1964 in Tel Aviv und 1966 in Havanna spielte er am zweiten Brett der Nationalmannschaft. Danach spielte er noch bei den Schacholympiaden 1968 in Lugano, 1972 in Skopje und 1974 in Nizza. Bei insgesamt 93 gespielten Partien bei Olympiaden erzielte er 51,5 Punkte (+40 =23 −30; 55,4 Prozent).
An U26-Studentenweltmeisterschaften nahm er für Norwegen 1968 in Ybbs an der Donau und 1969 in Dresden teil, 1969 am Spitzenbrett. Bei seinen vier Teilnahmen bei Nordic Chess Cups (1971, 1972, 1973 und 1975) spielte er 1971 und 1975 am ersten Brett. 1971 in Großenbrode und 1973 in Ribe kam Norwegen mit einem dritten Platz in die Medaillenränge.

### Vereine
Obwohl er Vorstandsmitglied einer sozialistischen Jugendorganisation war, spielte er für die eher konservative Oslo Schakselskap. Als es vom Verein keine Unterstützung für die Reise zur Schacholympiade 1966 in Kuba gab, verließ er gemeinsam mit Svein Johannessen den Verein und wechselte zum Torshov Sjakklub. Nachdem der Torshov SK geschlossen worden war, gründete Zwaig den Osloer Sjakklubben Fischer. Norwegischer Mannschaftsmeister wurde er 1971 mit Torshov sowie 1973, 1975 und 1976 mit Fischer. Später spielte er auch für den Asker SK. Er spielte auch in der schwedischen 2. Liga, für Uddevalla SS.

### Titel und Rating
Im Jahr 1975 wurde ihm der Titel Internationaler Meister (IM) verliehen. Die Normen hierfür erzielte er bei der Schacholympiade 1974, beim Turnier Astoria Chess International in Hamar 1975 sowie im selben Jahr bei einem internationalen Turnier in Sandefjord.
Arne Zwaigs Elo-Zahl betrug zuletzt 2439, wobei er seit dem Jahr 2000 keine Elo-gewertete Partie mehr gespielt hatte. Seine höchste Elo-Zahl war 2475 im Januar 1976. Anfang der 1970er-Jahre war er der norwegische Spieler mit der höchsten Elo-Zahl. Seine höchste historische Elo-Leistung nach Berechnung von Jeff Sonas hatte Zwaig beim Zonenturnier in Halle (Saale) 1967, das von Lajos Portisch gewonnen wurde, mit 2569.